# Басейн Прип'яті
Басейн Прип'яті — водозбір річки Прип'ять, загальною площею 114 300 км², з них у межах України — 68 370 км². Розміщується у Львівській, Тернопільській, Волинській, Рівненській, Хмельницькій, Житомирській, Київській областях України та на території Білорусі. Гідрографічна сітка складає 10 500 річок та струмків.

## Склад
Праві притоки головної ріки — Прип'яті, в основному течуть територією України, ліві — Білорусі. Праві притоки: Тенетиска, Вижівка, Турія, Стохід, Веселуха, Стир, Вибій, Горинь, Ствига, Уборть, Митва, Словечна, Жолонь, Уж, ліві — Піна, Ясельда, Бобрик Перший, Цна, Лань, Случ, Бобрик Другий, Птич, Тремля, Іпа, Віть та Брагінка.
Басейн річки має заплавні та карстові озера. Заплавні озера неглибокі, існують завдяки водообміну з річкою, під час повеней та паводків зливаються з нею; знаходяться в заплавах річок, є їх старими руслами. Більшість їх розміщена у північній та північно-західній частинах басейну. Найбільші — Біле, Люб'язь, Нобель та Турське. Карстові озера знаходяться на водозборах річок Турії, Вижівки, Стоходу, Циру та межиріччі Західного Бугу з Прип'яттю.

## Екологія
У 1950—70 роках в басейні Прип'яті проводились осушувальні меліорації, внаслідок чого окремі річки перетворились на осушувальні канали. Осушення не принесло очікуваного ефекту, тому в кінці 20 ст. проведення меліорації припинилось. У 2007 році, для збереження водно-болотних угідь, на території басейну створено Національний природний парк «Прип'ять-Стохід».
Територія басейну зазнала ураження через аварію на Чорнобильській АЕС. У 2007 році в нижній частині басейну створено загальнозоологічний заказник «Чорнобильський спеціальний», куди входить гирло Прип'яті з рукавами, старицями, островами та прилеглою акваторією Київського водосховища.
В басейні річки створено 10 гідрологічних заказників. Для збереження лісоболотного комплексу північного Полісся на Житомирщині утворено Поліський природний заповідник, загальною площею 20 104 га. З метою збереження природних комплексів поозер'я, створено Шацький національний природний парк, територією 48 977 га. Кількість озер в ньому — 23, загальною площею 6 400 га.